# Stazione di Ispra
La stazione di Ispra è un posto di movimento collocato sulla linea Novara-Pino, a servizio dell'omonimo comune.

## Storia
Fu aperta nel 1882 e disponeva di tre binari passanti più un binario tronco per lo scalo merci. La stazione è stata trasformata in posto di movimento il 30 agosto 2015.

## Strutture e impianti
È presente il fabbricato viaggiatori a due piani in classico stile ferroviario, che ad oggi risulta ceduto in comodato d'uso all' omonimo comune, con l' ex ufficio movimento riutilizzato come magazzino.
La Stazione originariamente, disponeva di 3 binari e di alcuni tronchini per il carico/scarico merci. L'impianto, inizialmente con scambi a chiave e un apparato ADM fu uno dei primi due, nel compartimento di Milano, ad essere attrezzato con un Apparato ACEI di tipo semplificato I 0/18 assieme alla limitrofa stazione di Leggiuno-Monvalle pur mantenendo il presenziamento e il Blocco Elettrico Manuale, nel 1987. In seguito, per via della semplificazione degli impianti (è stato soppresso il binario centrale per consentire la realizzazione di un marciapiede di larghezza regolamentare), attuata da RFI dai primi anni 2000, per sostituire il sistema di blocco con il Bca e impresenziare gli impianti, si è deciso di convertire l'impianto in uno 0/19 sopprimendo contestualmente quello di Leggiuno e quello dell'unica altra stazione della tratta Taino-Angera (che a differenza delle altre due, non è mai stato rinnovato, rimanendo un ADM).

## Movimento
Dal 12 dicembre 2013, con la sospensione del servizio viaggiatori sulla tratta Luino-Novara, la fermata risulta priva del traffico ferroviario passeggeri.
In seguito a quella data, è stato istituito dalla società lombarda Trenord, limitatamente alla tratta Sesto Calende-Laveno, un servizio di autobus sostitutivi, attivo solo nei giorni lavorativi

## Servizi
È gestita da Rete Ferroviaria Italiana che ai fini commerciali classifica l'impianto in categoria Bronze, dispone di:
- Parcheggio